# Bagrationovskaja (stanice metra v Moskvě)
Bagrationovskaja (rusky Багратионовская) je stanice moskevského metra.

## Charakter stanice
Bagrationovskaja se nachází na Filjovské lince, v západní části ruské metropole. Konstruována je jako povrchová, zastřešená a podpíraná mramorem obloženými sloupy. Pojmenována je po knížeti Bagrationovi, generálovi z Vlastenecké války v 19. století. Nad stanicí vede rušná moskevská ulice, na její úrovni se nacházejí i vstupní vestibuly do stanice samotné. Právě díky velmi náročným klimatickým podmínkám a otřesům, způsobeným provozem na již zmíněné ulici během třiceti let provozu stanice došlo k jejímu zchátrání; plánuje se však rekonstrukce. Bagrationovskaja slouží veřejnosti již od 13. října 1961. Nedaleko ní se nachází i depo pro celou Filjovskou linku.